# Atto (nome)
Buoso  è un nome proprio di persona italiano maschile.

## Varianti
- Maschili: Attone[1][2]

## Origine e diffusione
Questo nome riunisce in sé due origini; da una parte l'antico prenome latino Attus, e dall'altra il nome germanico Atto, latinizzato in Atto, Attonis e documentato sin dal VII secolo; in entrambi i casi alla base vi sono radici onomatopeiche fanciullesche del tipo atta, "padre", le stesse da cui derivano i nom Attila e Attalo. Altre fonti lo ricollegano invece al nome Azzo.
Il nome è rarissimo in italiano moderno; negli anni 1950 la variante Attone era già completamente scomparsa, e anche la forma Atto era poco frequente.

## Onomastico
L'onomastico si può festeggiare in memoria di più santi, alle date seguenti:
- 27 aprile, sant'Atto, martire ad Antiochia[1]
- 22 maggio, sant'Atto o Attone, abate di Vallombrosa e vescovo di Pistoia[1][3][4]
- 1º giugno, sant'Atto, monaco benedettino a San Salvador di Oña e poi vescovo di Valliposita[3]
- 10 luglio, sant'Attone, martire ad Alessandria d'Egitto[1]
- 19 novembre, sant'Atto, monaco benedettino, primo abate di San Nicolò a Tordino[3]

## Persone
- Atto, duca di Spoleto
- Atto, abate e vescovo di Pistoia

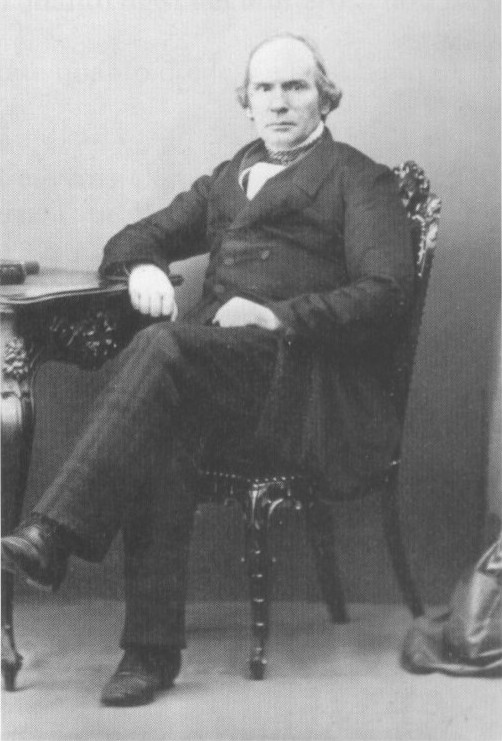
Atto Vannucci

- Atto Melani, cantante lirico castrato italiano
- Atto Navio, sacerdote e augure romano
- Atto Tigri, medico italiano
- Atto Vannucci, storico, patriota e presbitero italiano

### Variante Attone
- Attone, vescovo di Brescia
- Attone, arcivescovo di Milano
- Attone, vescovo di Novara
- Attone, scrittore e vescovo di Vercelli
- Attone, duca d'Aquitania e duca di Guascogna
- Attone I, abate di Reichenau e arcivescovo di Magonza
- Attone II, abate di Fulda e arcivescovo di Magonza
- Attone dei Marsi, vescovo di Chieti
- Attone di Guiberto, conte di Lecco